# Maire de Paris
Pour un article plus général, voir Mairie de Paris.
Avant la Révolution française, la municipalité de Paris est dirigée par le prévôt des marchands. Le 14 juillet 1789, après la prise de la Bastille, le prévôt des marchands de Paris, Jacques de Flesselles, est assassiné d'un coup de pistolet sur le parvis de l'Hôtel de ville. Le premier maire de Paris, Jean Sylvain Bailly, est nommé le lendemain.
Pendant plus d'un siècle, de 1871 à 1977, la ville est administrée par l'État et Paris n'a pas de maire. De 1977 à 2002 le maire de Paris ne dispose pas des pouvoirs de police municipale, qui sont exercés par la préfecture de police de Paris. Depuis 2002, ces pouvoirs sont partagés entre le maire de Paris et le préfet de police. En 2021, la police municipale de Paris est recrée par la maire Anne Hidalgo, première femme à diriger la mairie de Paris.
La ville de Paris étant également, depuis la suppression du département de la Seine, un département, le conseil de Paris exerce aussi les attributions d'un conseil départemental, et le maire toutes les fonctions d'un président de conseil départemental. Après son élection comme maire de Paris, en mars 1977, Jacques Chirac démissionne du conseil général de la Corrèze, qu'il préside alors, la loi ne permettant pas de cumuler des fonctions de conseiller général dans plusieurs départements.

## Liste des maires

### Liste des maires de 1789 à 1794
| No                                                                 | Portrait | Nom                                                         | Début du mandat  | Fin du mandat    | Appartenance politique    | Notes |
| ------------------------------------------------------------------ | -------- | ----------------------------------------------------------- | ---------------- | ---------------- | ------------------------- | --- |
| 1                                                                  |          | Jean Sylvain Bailly (15 septembre 1736 - 12 novembre 1793)  | 15 juillet 1789  | 18 novembre 1791 | Patriote                  | Il est désigné premier maire de Paris au lendemain de la prise de la Bastille et de l'assassinat de Jacques de Flesselles, le dernier prévôt des marchands. Le 17 juillet, il remet la cocarde tricolore à Louis XVI. Longtemps populaire, il se compromet lors de la fusillade du Champ-de-Mars le 17 juillet 1791 quand les troupes tirent sur la foule qui réclame la déchéance du roi. Il démissionne peu après. |
| 2                                                                  |          | Jérôme Pétion de Villeneuve (3 janvier 1756 - 18 juin 1794) | 18 novembre 1791 | 6 juillet 1792   | Gironde                   | Élu face à La Fayette avec l'appui de la Cour qui l'accuse ensuite pour son supposé manque de réaction lors de la journée du 20 juin 1792 où des émeutiers tentent d'investir les Tuileries. Il est suspendu le 6 juillet. |
| L'intérim est assuré du 6 au 13 juillet par Philibert Borie.       |          |                                                             |                  |                  |                           | |
| 2                                                                  |          | Jérôme Pétion de Villeneuve (3 janvier 1756 - 18 juin 1794) | 13 juillet 1792  | 15 octobre 1792  | Gironde                   | Sa suspension ayant accru sa popularité il est rétabli par l'Assemblée législative le 13 juillet. Il ne prend pas part aux événements du 10 août 1792 et reste passif durant les massacres de Septembre. Élu député à la Convention, il démissionne de ses fonctions. |
| L'intérim est assuré du 15 octobre au 2 décembre par Boucher-René. |          |                                                             |                  |                  |                           | |
| 3                                                                  |          | Henri Lefèvre d'Ormesson (8 mai 1751 - 12 avril 1808)       | 21 novembre 1792 | 21 novembre 1792 | Indépendant               | Terrifié par les lettres de menaces, il démissionne le jour même de son élection. |
| 4                                                                  |          | Nicolas Chambon (21 septembre 1748 - 2 novembre 1826)       | 8 décembre 1792  | 2 février 1793   | Gironde                   | Dès sa prise de fonction, il réunit les membres de la Convention voulant sauver le roi pour décider de la création d'une garde départementale dans ce but ; mais dès le lendemain le projet du maire est rapporté. Il essaie pendant deux mois d'assurer l'ordre et de protéger le roi, mais il démissionne après l'exécution de Louis XVI et les progrès du parti de la Montagne. |
| 5                                                                  |          | Jean-Nicolas Pache (5 mai 1746 - 18 novembre 1823)          | 14 février 1793  | 10 mai 1794      | Montagne (Hébertisme)     | Il est élu triomphalement le 14 février par des Parisiens exaspérés par l'augmentation des prix. Le calme revenu, il fait symboliquement inscrire la devise de la République sur les frontons des bâtiments publics et cherche à préserver la paix civile en s'en prenant aux agitateurs. Malgré l'arrestation des hébertistes en mars 1794, sur ordre du Comité de salut public, il conserve son poste en témoignant de sa fidélité au régime. Il tombe néanmoins peu après à la suite d'une querelle entre sa fille et Lazare Carnot. |
| 6                                                                  |          | Jean-Baptiste Fleuriot-Lescot (1761 - 28 juillet 1794)      | 10 mai 1794      | 27 juillet 1794  | Montagne (Robespierrisme) | Nommé à la suite de l'arrestation de Pache, il conserve son poste deux mois. Le 9 Thermidor il appelle à l'insurrection populaire pour sauver Robespierre mais est arrêté puis guillotiné le lendemain. |

La tentative de Fleuriot-Lescot d'initier un soulèvement populaire convainc le nouveau régime de la nécessité d'un plus grand contrôle de l'État sur une capitale prompte à s'enflammer. La mairie de Paris est donc supprimée à peine 6 ans après avoir été instaurée.
La fonction sera rétablie en février 1848 à la suite de la Révolution de 1848. Pendant les périodes du Premier Empire, de la Restauration et de la monarchie de Juillet, l'essentiel du pouvoir exécutif est partagé entre le préfet de la Seine et le préfet de police. Certains préfets laissent leur empreinte sur la ville, comme Nicolas Frochot, Gaspard de Chabrol et Rambuteau.

### Liste des maires en 1848
| No | Portrait | Nom                                                             | Début du mandat | Fin du mandat   | Appartenance politique | Notes |
| -- | -------- | --------------------------------------------------------------- | --------------- | --------------- | ---------------------- | --- |
| 7  |          | Louis-Antoine Garnier-Pagès (16 février 1803 - 31 octobre 1878) | 24 février 1848 | 5 mars 1848     | Républicain modéré     | Membre du gouvernement provisoire il contribue à la chute de la monarchie de Juillet et au retour de la République. Il organise la Garde nationale et prépare les ateliers nationaux. Il démissionne pour devenir ministre des Finances.         |
| 8  |          | Armand Marrast (5 juin 1801 - 10 mars 1852)                     | 9 mars 1848     | 19 juillet 1848 | Républicain modéré     | Un des instigateurs de la Révolution de 1848, membre du gouvernement provisoire et favorable à la République. Il contribue à la répression lors des journées de Juin puis quitte son poste le 19 juillet pour présider l'Assemblée constituante. |

La mairie de Paris est à nouveau supprimée peu après les événements des journées de Juin pour n'être rétablie qu'à la proclamation de la Troisième République, le 4 septembre 1870.
Sous la Deuxième République puis le Second Empire, l'essentiel du pouvoir municipal est entre les mains du préfet de la Seine. Cette charge sera notamment occupée pendant près de 17 ans par le baron Georges Eugène Haussmann.

### Liste des maires de 1870 à 1871
| No | Portrait | Nom                                          | Début du mandat  | Fin du mandat    | Appartenance politique | Notes |
| -- | -------- | -------------------------------------------- | ---------------- | ---------------- | ---------------------- | --- |
| 9  |          | Étienne Arago (9 février 1802 - 7 mars 1892) | 4 septembre 1870 | 15 novembre 1870 | Républicain modéré     | Il devient maire sur proposition de Léon Gambetta et acclamation des Parisiens peu de temps avant le début du siège de la capitale par les troupes prussiennes. Il n'est pas candidat à sa propre succession lors de l'élection organisée en novembre. |
| 10 |          | Jules Ferry (5 avril 1832 - 17 mars 1893)    | 15 novembre 1870 | 5 juin 1871      | Républicain modéré     | Il tente difficilement d'assurer le ravitaillement du Paris assiégé, ce qui lui vaut le surnom de « Ferry-famine ». Dès ce mandat, il instaure une commission sur l'enseignement qui en promeut la gratuité et l'obligation et préfigure ses futures lois scolaires. Il fuit la capitale au premier jour de l'insurrection de la Commune, tout en restant officiellement maire jusqu'au 5 juin. |

Pendant les événements de la Commune, l'Assemblée adopte, le 14 avril 1871, une loi municipale formée de vingt articles. Celle-ci prévoit de procéder dans le plus bref délai au renouvellement intégral des conseils municipaux, au scrutin de liste. Paris, dont le conseil municipal est formé de quatre élus pour chacun des vingt arrondissements, est doté d'un régime spécial. Provisoirement, le gouvernement désignera par décret le maire et les adjoints dans les villes de plus de 20 000 habitants, les chefs-lieux de département et d'arrondissement, et les vingt arrondissements municipaux de la capitale. 
Après la défaite de la Commune, la mairie de Paris est pour la troisième fois supprimée et ne sera rétablie qu'en 1977, sous la présidence de Valéry Giscard d'Estaing, en application d'une loi du 31 décembre 1975. Pendant cette période, Paris n'a pas de maire mais un président du conseil municipal, élu chaque année.

### Liste des maires depuis 1977
| No | Portrait | Nom                                                           | Début du mandat | Fin du mandat | Appartenance politique | Notes |
| -- | -------- | ------------------------------------------------------------- | --------------- | ------------- | ---------------------- | --- |
| 11 |          | Jacques Chirac (29 novembre 1932 - 26 septembre 2019)         | 25 mars 1977    | 16 mai 1995   | RPR                    | Bien qu’initialement opposé au rétablissement de la fonction de maire de Paris, il se présente à l'élection qu'il remporte face notamment à Michel d'Ornano, maire sortant de Deauville et candidat soutenu par l'Élysée. Il ne cache pas ses ambitions présidentielles et se sert de sa fonction comme d'un contre-pouvoir au gouvernement. En 1979 il impose les « parapluies de Willerval » (détruits depuis) aux Halles en lieu et place du projet initial dont il fait détruire les parties déjà construites. Il lance le programme « Paris ville propre » et ses fameuses « motocrottes » et lutte contre la pollution de la Seine en promettant qu'il s'y baignerait en 1995. En 1985 la ville échoue à obtenir l'organisation des Jeux olympiques de 1992. Il est réélu en 1983 puis en 1989. Élu président de la République le 7 mai 1995, il démissionne de son poste la veille de sa prise de fonctions. Son mandat est également marqué par les affaires liées au financement illégal de son parti, le RPR, dont celle des emplois fictifs pour laquelle il a été condamné en 2011 |
| 12 |          | Jean Tiberi (30 janvier 1935 - 27 mai 2025)                   | 16 mai 1995     | 25 mars 2001  | RPR                    | Élu du 5e arrondissement, il est proposé par Jacques Chirac pour lui succéder et est élu en juin de la même année. Il propose une politique d'assainissement des finances qui mène l'endettement de la ville à son plus bas niveau en 2000. Favorable à une réduction de la circulation automobile, il lance l'idée d'un retour du tramway dans Paris, développe les pistes cyclables et ouvre les voies sur berges le dimanche aux piétons. Non soutenu par son parti, qui lui préfère Philippe Séguin, en 2001, il est battu à un scrutin qui se termine par l'élection surprise du socialiste Bertrand Delanoë au détriment des deux prétendants de droite. Peu après la fin de son mandat Paris échoue une nouvelle fois à être désignée ville hôte des Jeux olympiques d'été. |
| 13 |          | Bertrand Delanoë (né le 30 mai 1950 à Tunis, en Tunisie)      | 25 mars 2001    | 5 avril 2014  | PS                     | Bien que minoritaire en voix, il profite de la division de la droite pour devenir en 2001 le premier maire socialiste de Paris. Il est alors également le premier maire d'une grande ville dont l'homosexualité est connue des électeurs. Favorable à une hausse de l'offre culturelle, il lance dès 2002 les événements festifs Paris Plages en été et la Nuit blanche à l'automne et instaure la gratuité des musées municipaux. À partir de 2002 il initie une rénovation importante du Forum des Halles, et sélectionne le projet de Canopée en 2007. En 2006, il inaugure le tramway des Maréchaux et encourage sa prolongation vers la porte de la Chapelle. Il lance en 2007 le Vélib', un système de vélos en libre service, complété en 2011 par le système d'autopartage Autolib'. En 2013 il transforme en promenade la voie express sur berge rive gauche. Sous son mandat Paris échoue une troisième fois, en 2005, à être désignée ville hôte des Jeux olympiques d'été. Réélu en 2008, il choisit de ne pas se représenter en 2014.                                             |
| 14 |          | Anne Hidalgo (née le 19 juin 1959 à San Fernando, en Espagne) | 5 avril 2014    | en cours      | PS                     | Née espagnole, elle est naturalisée française en 1973. Elle devient en 2014 la première femme maire de Paris et le premier maire à ne pas être majoritaire dans son arrondissement d'élection. Continuatrice de la politique de son prédécesseur, elle présente un plan antipollution et de réduction de la circulation automobile, un nouveau plan en faveur du vélo et ferme à la circulation motorisée une partie des voies sur berge rive droite. Malgré ses réticences initiales, elle obtient, en 2017 l'organisation des Jeux olympiques d'été de 2024. Elle est donc la première maire de Paris à réussir à faire revenir les Jeux d'été dans la ville. Elle mène aussi une politique en faveur des startups. Son mandat est marqué par les attentats de janvier et du 13 novembre 2015, ainsi que par l'incendie de Notre-Dame de Paris en 2019. Elle est réélue en 2020 dans un contexte de forte abstention et de pandémie de Covid-19. Sa présidence au conseil de Paris est marquée par de nombreuses tensions avec les écologistes, pourtant membres de la majorité.             |

## Longévité

### Liste des maires par durée de mandat
| Rang | Nom                                      | Durée                      |
| ---- | ---------------------------------------- | -------------------------- |
| 1    | Jacques Chirac                           | 18 ans, 1 mois et 26 jours |
| 2    | Bertrand Delanoë                         | 13 ans et 11 jours         |
| 3    | Anne Hidalgo                             | 11 ans, 1 mois et 25 jours |
| 4    | Jean Tiberi                              | 5 ans, 10 mois et 2 jours  |
| 5    | Jean Sylvain Bailly                      | 2 ans, 4 mois et 3 jours   |
| 6    | Jean-Nicolas Pache                       | 1 an, 2 mois et 26 jours   |
| 7    | Jérôme Pétion de Villeneuve (1er mandat) | 7 mois et 18 jours         |
| 8    | Jules Ferry                              | 6 mois et 21 jours         |
| 9    | Armand Marrast                           | 4 mois et 9 jours          |
| 10   | Jérôme Pétion de Villeneuve (2e mandat)  | 3 mois et 2 jours          |
| 11   | Jean-Baptiste Fleuriot-Lescot            | 2 mois et 17 jours         |
| 12   | Étienne Arago                            | 2 mois et 11 jours         |
| 13   | Nicolas Chambon                          | 1 mois et 25 jours         |
| 14   | Louis-Antoine Garnier-Pagès              | 10 jours                   |
| 15   | Henri Lefèvre d'Ormesson                 | moins d’un jour            |

### Statistiques
- Le plus long mandat : Jacques Chirac (18 ans)
- Le plus court mandat : Henri Lefèvre-d’Ormesson (1 jour)
- La durée moyenne du mandat : 3 ans, 2 mois, 23 jour
- Le plus jeune lors de son élection : Jean-Baptiste Fleuriot-Lescot (33 ans)
- Le plus âgé lors de son élection : Jean Tiberi (60 ans)
- Le plus jeune en fin de mandat : Jean-Baptiste Fleuriot-Lescot (33 ans)
- Le plus âgé en fin de mandat : Jean Tiberi (66 ans)
- Le record de longévité (durée de vie) : Jean Tiberi (90 ans)
- Le record de brièveté (durée de vie) : Jean-Baptiste Fleuriot-Lescot (33 ans)